# Wisler Lazarre
Wisler Chrislet Lazarre (* 10. Juni 2007) ist ein französischer Fußballspieler.

## Karriere
Lazarre begann seine Karriere bei EA Guingamp. Im Dezember 2024 debütierte er für die Reserve von Guingamp in der fünftklassigen National 3. Bis zum Ende der Saison 2024/25 kam er zu sechs Einsätzen für Guingamp B.
Zur Saison 2025/26 wechselte er zur Reserve des österreichischen Bundesligisten SK Sturm Graz. Sein Debüt in der 2. Liga gab er im August 2025, als er am zweiten Spieltag jener Saison gegen den SV Stripfing in der Startelf stand. Beim 4:4-Remis gegen Stripfing erzielte er auch sein erstes Tor im Profibereich.